# مجله مطالعات حقوقی تجربی
مجله مطالعات حقوقی تجربی، یک مجله دانشگاهی ویرایش شده و کارآزموده است که به صورت تجربی پژوهش‌ها را در طیف گسترده‌ای از مباحث حقوقی از جمله عدالت مدنی، رویه مدنی، حقوق شرکت‌ها، حقوق اداری و قانون اساسی منتشر می‌کند. این ژورنال کاملاً میان رشته‌ای است و نویسندگان را از دانشکده‌های حقوق و همچنین بخش‌های اقتصادی، روانشناسی، جامعه‌شناسی، سیاست‌های عمومی و علوم سیاسی به خود جلب می‌کند. در سال ۲۰۰۴ تأسیس شده و توسط وایلی-بلک‌ول با همکاری دانشکده حقوق کرنل منتشر شده‌است. از نظر استناد علمی رتبه اول در بین مجلات حقوق داوری و علوم اجتماعی، و رتبه اول در مجلات حقوق و اقتصاد داوری را دارد. از نظر استناد قضایی، به ترتیب در این دسته‌ها در رتبه‌های ۲ و ۱ قرار دارد. از نظر تأثیر، به ترتیب در این دسته‌ها به ترتیب در رتبه‌های ۲ و ۱ قرار می‌گیرد.